# Rhinella chrysophora
Rhinella chrysophora, llamado comúnmente sapo del Río Viejo[cita requerida] es una especie de anfibio anuro de la familia de sapos Bufonidae.
Es endémica del bosques de nubes entre 750 y 1760 m. en la cordillera Nombre de Dios, en el departamento de Atlántida; norte y centro de Honduras.
Está amenazada de extinción por la pérdida de su hábitat natural.